# Allenhyphes nanus
Allenhyphes nanus är en dagsländeart som först beskrevs av Allen 1967.  Allenhyphes nanus ingår i släktet Allenhyphes och familjen Leptohyphidae. Inga underarter finns listade i Catalogue of Life.